# Coppa Placci 1953
La Coppa Placci 1953, undicesima edizione della corsa, si svolse il 13 agosto 1953 nel neonato circuito dell'Autodromo di Imola, inaugurato pochi mesi prima. I corridori percorsero 24 giri, per un totale di 120,4 km. La vittoria fu appannaggio dell'italiano Luciano Maggini, che completò il percorso in 3h06'08", precedendo i connazionali Danilo Barozzi e Pasquale Fornara.

## Ordine d'arrivo (Top 10)
| Pos. | Corridore         | Squadra         | Tempo    |
| ---- | ----------------- | --------------- | -------- |
| 1    | Luciano Maggini   | Atala-Pirelli   | 3h06'08" |
| 2    | Danilo Barozzi    | Atala-Pirelli   | s.t.     |
| 3    | Pasquale Fornara  | Bottecchia      | s.t.     |
| 4    | Luciano Ciancola  | Arbos           | s.t.     |
| 5    | Michele Gismondi  | Bianchi-Pirelli | s.t.     |
| 6    | Andrea Carrea     | Bianchi-Pirelli | s.t.     |
| 7    | Giorgio Albani    | Legnano-Pirelli | a 1'33"  |
| 8    | Alfredo Martini   | Welter          | s.t.     |
| 9    | Mario Baroni      | Ganna-Ursus     | s.t.     |
| 10   | Serafino Biagioni | Bartali         | s.t.     |